# Цифровой концлагерь
Цифровой концлагерь (электронный концлагерь, цифровой ГУЛАГ, кибергулаг и т. п.) — идеологическое клише и теория заговора, описывающие тотальный контроль над жизнью человека с помощью информационных технологий, в результате которого человек утрачивает какую-либо свободу и даже индивидуальность. Мифологема «цифрового концлагеря» сформировалась в начале XXI века, но получила новую интерпретацию и особую популярность в ходе пандемии COVID-19.

## Содержание и анализ

### Как теория заговора
В целом под «цифровым концлагерем» в публицистике подразумевают тоталитарный режим, в котором власти безраздельно контролируют рядовых людей с помощью высоких интеллектуальных технологий, прежде всего тайного и явного сбора персональной информации о человеке (в том числе медицинских и биометрических данных) под предлогом повышения безопасности или удобства пользования какими-либо сервисами. При этом нигде не упоминаемой целью является вторжение в частную и личную жизнь человека и тотальный контроль над обществом без затрачивания усилий на силовое принуждение. В качестве властей выступают крупные структуры (международные корпорации, частные банки, спецслужбы государств), изначально обладающие могуществом и ресурсами. В контексте глобализации в качестве хозяев «цифрового концлагеря» обычно называют частные международные надгосударственные структуры, подавившие и подчинившие в конкурентной борьбе государства с их демократическими институтами и социальными функциями, превратившие спецслужбы государств в филиалы частных корпораций, а рядовых людей — в биологические объекты, лишенные прав и свобод и ставшие добровольными рабами в результате психологического контроля над сознанием путем формирования информационной среды.
В смысловом ядре мифологемы «цифрового концлагеря» отражен как травматический опыт XX века (память о реальных концентрационных лагерях, особых учётных «карточках с красной полосой» и т. д.), так и эсхатологический страх перед новыми информационными технологиями и электроникой вообще, восходящий к реакции архаического мировосприятия на вызовы модернизации. Его основные компоненты:
- информационные технологии как средство тотального контроля над всей жизнью человека, использующего эти технологии в повседневности;
- контроль якобы осуществляется слугами «антихриста» в интересах последнего;
- степень информационного контроля такова, что человек в итоге утрачивает свободу и индивидуальность;
- узник «электронного концлагеря» также утрачивает способность принимать самостоятельные решения и в итоге погибает в биологическом и сотериологическом смысле.

В ходе пандемии COVID-19 к этому семантическому ядру добавились вторичные конспирологические мифологемы, формирующие представление о том, что массовая вакцинация является одним из инструментов построения «электронного концлагеря»:
- мифологемы о злонамеренном включении в состав вакцины жидкого чипа («нано-чипа»);
- мифологемы о внесении вакцинированных-чипированных в демонический компьютер «Зверь»;
- мифологемы об использовании вакцины для контроля за поведением и жизнедеятельностью человека.

«Электронный концлагерь» по большей части соотносится с социальным пространством современного города, деревня из него исключается (хотя и не полностью и не последовательно). Это связано с очевидным фактом меньшего использования информационных технологий жителями деревень, в то время как «узниками» электронного концлагеря считаются обладатели биометрических документов и банковских карт, использующие технологию электронной подписи и даже просто пользующиеся в повседневной жизни электронными устройствами.
Эта мифологема формирует модальность страха: под её влиянием люди должны отказываться от использования современных информационных технологий, безналичных расчетов, бытовой и офисной электроники, и в идеале — переселяться в деревни из городов, в которых противникам «цифрового концлагеря» в любой момент могут отключить отопление, освещение, газ и другие блага цивилизации. При этом в советском идеологическом дискурсе электроника символизировала научно-технические достижения социального строя, обеспечивающего прогресс технологий, и часто выступала предметом гордости и восхищения, но в современном эсхатологическом дискурсе преобладает прямо противоположное убеждение о том, что чем новее и прогрессивнее технология — тем она опаснее, а виртуальный мир (в некоторых вариантах мифологемы — населенный цифровыми людьми-аватарами, контролирующими реальных людей) по сути является «миром антихриста».
Встречаются различные варианты этой мифологемы, такие как «электронно-банковский концлагерь» или «электронный биометрический концлагерь», направленные на демонизацию деятельности банков и органов правопорядка. «Банковский концлагерь» ассоциируется с рядом современных социальных фобий, возникших из-за закредитованности населения и активного использования современных демонизируемых технологий (банковских карт, безналичных денежных операций и т. д.), а также с негативной интерпретацией образа банкира-ростовщика в христианской культуре.
Концепция «цифрового концлагеря» позиционирует себя как традиционалистская, то есть защищающая традиционные духовные ценности и универсальную ценность свободы. В действительности же эта мифологема — порождение секулярного сознания, а цифровые технологии являются дальнейшим развертыванием сущности техногенной цивилизации.

### Как политическая метафора
Более рациональные поводы для алармистских настроений относительно систем цифрового контроля за населением, по мнению медиаменеджера Дмитрия Навоши — это то, что на основании этих баз данных и систем слежения человека могут либо отправить на войну, либо очень сильно осложнить ему жизнь, лишить права на выбор (в случае с электронным голосованием) или права на банковскую тайну. По его оценкам, Россия повторяет практики Китая по построению «цифрового концлагеря» и где-то даже заходит вперед, но в других странах эти тенденции встречают сопротивление со стороны корпораций и рядовых граждан: так, Apple отстаивает в судах с представителями американских властей и спецслужб право на определённый уровень приватности; израильские IT-компании во время протестов против судебной реформы грозили уйти из страны, если она встанет на путь ограничений независимости суда; во многих европейских столицах нет такого количества видеокамер и систем слежения, как в России, и т. д. По мнению IT-эксперта А. Исавнина, подобные движения не характерны для российских компаний — ни Яндекс, ни Сбербанк не пытаются говорить с россиянами о том, что они защищают их интересы и приватность.
Доктор экономических наук Рудык Э. Н. считает реальной опасность использования верхами всеобщей цифровизации для установления жёсткого контроля повседневного поведения низов и их «социальной дрессировки» в целях закрепления своей власти и превращения социума в нечто подобное «цифровому концлагерю». Реализации такой опасности, по его мнению, может способствовать ряд обстоятельств:
- централизация массива информации, касающейся персональных данных граждан;
- введение системы биометрической идентификации, ставящей под риск утечки или кражи несменяемые на протяжении жизни биометрические данные;
- возможность использования перспективных технологий «мозг-компьютер» и «генетического паспорта» с целью манипулирования поведением человека или же качественного улучшения свойств «привилегированных» лиц и деградации прочих, в духе знаменитых антиутопий прошлого, в которых были описаны как «мягкие» инструменты контроля над обществом («О дивный новый мир»), так и «жесткие» («1984», «Мы»);
- введение жесткого контроля над перемещением населения в ходе пандемии COVID-19 (в том числе с помощью специальных пропусков и QR-кодов), ограничивающего возможности для проведения протестных акций;
- потенциальная возможность использования «закладок» в программном обеспечении и цифровых платформах с целью вывода из строя цифрового оборудования или же незаметного считывания имеющейся в нём информации.

При этом представления о том, что россияне являются консерваторами-технофобами, не подтверждаются исследованиями: напротив, россияне в большинстве своем являются технооптимистами и позитивно оценивают развитие современных технологий. Это сочетается с низким общим уровнем доверия к общественным институтам (в сравнении с жителями США или Китая) и негативным отношением к контролю со стороны государства в сети, однако несколько лучшим отношением к контролю в офлайне (но худшим, чем у китайцев). Социокультурный профиль российского IT-специалиста предполагает как форсированное развитие технологий, так и ценностный приоритет личности, что можно назвать «технологическим гуманизмом» — таким образом, вопреки опасениям, российский ІТ-специалист не является ценностным сторонником «цифрового концлагеря».
По мнению опрошенных изданием «Такие дела» специалистов в области анализа данных, технологических трендов и цифровой безопасности, объём ужасов «цифрового концлагеря» в Китае многократно преувеличен массмедиа, а любая технология сама по себе нейтральна и может использоваться как во благо, так и во зло, но людей пугает прежде всего то, что эти технологии наблюдения и анализа данных крайне эффективны. Также они отмечают, что если алгоритмы позволяют государству следить за населением, это работает и в обратную сторону, а Россия считается одним из самых открытых государств с точки зрения обработки, хранения и предоставления данных. При этом этические вопросы цифровизации представляются очень важными, особенно если они касаются цифровых валют центрального банка. Если деньги цифровые, то у них появляются новые свойства, в том числе возможность государства контролировать траты граждан и составлять системы «социального рейтинга», что в итоге может привести к расслоению общества на обычных плебеев и впитавших в себя все возможности технологий «новых людей», в духе сценариев, изложенных в книге футуролога Ю. Н. Харари «Homo Deus: Краткая история завтрашнего дня».

## Употребление
Клише «цифровой концлагерь» в контексте критики использования цифровых технологий для контроля населения властями различных стран (особенно России и Китая) употребляется многими публицистами, как националистическими (например, М. В. Струковой), так и либеральными (в частности, С. М. Гуриев утверждал, что в некоторых районах Китая «построен цифровой концлагерь»; Л. М. Волков называл «цифровым концлагерем» карантинные меры, предпринятые мэрией Москвы во время пандемии COVID-19).
В серии книг «Финансовые хроники» В. Ю. Катасонова в 2019 году вышла книга «Цифровые финансы. Криптовалюты и электронная экономика. Свобода или концлагерь?», а в 2024 году — книга «Капитализм Good-bye! Врата в цифровой концлагерь» того же автора. Книга продвигает теорию заговора о том, что государства «золотого миллиарда» строят для всей планеты мировой цифровой концлагерь, провоцируя мировой валютный кризис, который должен ускорить переход человечества к CBDC — «цифровой валюте центральных банков» взамен наличных денег, что лишит людей права на обладание собственными денежными средствами.
В 2021 году финалистками антипремии «Почётный академик ВРАЛ» стали М. В. Шукшина и О. Н. Четверикова за распространение идей о том, что вакцинирование ведет человечество в цифровой концлагерь и к Апокалипсису.
Весной 2020 года особую известность своими проповедями против «цифрового рабства» (ИНН, СНИЛС, «чипирование», профилактические меры против пандемии COVID-19, якобы продвигаемые под управлением Билла Гейтса и Германа Грефа) получил схиигумен Сергий (Романов). За эти высказывания в том же году Сергий был лишён церковного сана, а впоследствии он и его сторонники объявлены раскольниками и отлучены от РПЦ.
Лидер движения против ковидных QR-кодов А. Н. Коновалов в 2022 году утверждал, что «куриные коды» для него — последний рубеж, отделяющий страну от цифрового концлагеря.
Писатель и аналитик-конспиролог А. А. Розов считает вопрос «цифрового концлагеря» вариантом основного политологического вопроса о власти, так как технологии и информационные сети лишь делают сильнее тех, кто стоит у власти, а «цифровая диктатура» вовсе не является всесильной, так как её поведение подчиняется универсальным политологическим принципам.